# Prostynia (powiat choszczeński)
Prostynia – osada w Polsce położona w województwie zachodniopomorskim, w powiecie choszczeńskim, w gminie Drawno. W latach 1975–1998 miejscowość administracyjnie należała do województwa gorzowskiego. W roku 2007 stacja liczyła 19 mieszkańców. Stacja wchodzi w skład sołectwa Żółwino. Najbardziej na północ położona miejscowość gminy.